# Poyle
Poyle is een plaats en buitenwijk in het bestuurlijke gebied Slough, in het Engelse graafschap Berkshire. 